# Onychomys arenicola
Onychomys arenicola är en däggdjursart som beskrevs av Edgar Alexander Mearns 1896. Onychomys arenicola ingår i släktet gräshoppsmöss och familjen hamsterartade gnagare. Inga underarter finns listade i Catalogue of Life.
Denna gnagare når en absolut längd av 13 till 16 cm, inklusive en kort svans på 4,5 till 5,5 cm. Den väger 21 till 29 g. Pälsen är på ovansidan brun med många svarta hår inblandade vad som ger djuret ett grått utseende. På undersidan är pälsen vitaktig.
Onychomys arenicola förekommer i norra Mexiko samt i angränsande områden av Texas, New Mexico och Arizona. Arten lever i buskskogar i regioner där sand och några klippor förekommer. Utbredningsområdet ligger 1300 till 1600 meter över havet.
Individerna är aktiva på natten och gräver underjordiska bon. Honor föder sina ungar där. Vanligen bor en hane, två vuxna honor och deras ungar i boet. Födan utgörs av olika leddjur, till exempel insekter. Fortplantningen sker mellan mars och september. Ungarna diar sin mor 20 till 23 dagar. Unga honor blir redan efter 8 veckor könsmogna.
För beståndet är inga hot kända. Hela populationen anses vara stabil. Onychomys arenicola lever i olika skyddszoner. IUCN kategoriserar arten globalt som livskraftig.